# 中国本土におけるスカウト運動
中国本土におけるスカウト運動（ちゅうごくほんどにおけるスカウトうんどう）では、中国本土におけるボーイスカウトおよびガールスカウト運動について説明する。

## 概要
中国本土では、1912年の辛亥革命後にスカウト運動がスタートしたが、1949年の中国共産党政権による中華人民共和国建国により禁止された。その代わり、共産党の指導を受ける中国少年先鋒隊と共産主義青年団がそれぞれ中国本土における支配的な少年・青年運動団体となっている。しかしながら、21世紀現在においては中国国内にも従来排除されてきたスカウティングの組織が複数存在する。2004年に海南省において、スカウト運動の用語や制服、活動を借用した海南スカウトクラブ (海南童子军俱乐部)が結成された。しかしこれは世界のスカウティングの系統に属するものではない。 武漢における国家規模のスカウティング組織設立の試みは、2004年に政府が終了させた。 2008年に設立された中華人民共和国スカウト連盟 (中华人民共和国童军总会)、は男女両方に向けたベンチャースカウトおよびローバースカウトのプログラムを行っている。 また、ローバー・エクスプローラースカウト連盟が中国でグループを運営している。

## 歴史

### 1950年以前
中華民国の成立に続いて、1912年2月25日武昌において嚴家麟師が最初のスカウト隊を組織し、 以降スカウティングは急速に国中に広まった。
1934年、南京で正式に中華全国スカウト連盟が設立され、1937年には国際事務局（現・世界スカウト機構）に加盟した。  多くのスカウトが活発に1937年から1945年にかけての日中戦争に参加した。
1941年時点での加盟員は570,000人であった。 しかしながら、共産党が中国本土を掌握するにあたって、本土におけるすべてのスカウティングの活動は1949年に終了した。 中国スカウト連盟は中華民国政府が台北に移転して後の1950年に再結成され、中華民国童軍として国際事務局に再加盟した。

### 上海における英国スカウティング・国際スカウティング
1901年に結成され1910年に登録されたドラゴン第1隊は極東における最初のスカウト隊であった。これは1842年まで条約港であった上海の「上海共同租界」の定住民で四カ国以上の国民からなる英国民および英語話者のスカウト連盟（以下隊の4周年記念日）に発展することが予定されたものであった。
1909年に「ボーイスカウト隊」がボーイズブリゲードの支部として設立された。これは上海のスカウティングのさきがけであり、その参加者は代表的なコスモポリタンで、文化的には西洋である上海の住民であった。
1910年10月6日、わざわざボーイズブリゲードからの分離を目的として、「上海ボーイスカウト」ロンドン独立司令部を結成するために25人の少年が「ボーイズブリゲードスカウト」から選ばれた。 いくらかの英国民をふくむ様々な国籍・信仰の少年たちがいた。
1911年の春に上海ボーイスカウトはボーイズブリゲードを離脱し、おおよそ42のメンバーでABCの三つの団となった。彼らはそれぞれ三つの異なるネッカチーフを着用した。6人の指導者がおり、総長はイギリス人のG.R. Welchであった。 彼らはロンドンのボーイスカウト本部には登録せず、上海共同租界の統治組織である上海市議会（工部局）の保護を受ける独立連盟となった。
1911年のエンパイア・デー（ヴィクトリア女王の誕生日である5月24日）を前にして、発展した独立ドラゴン第1隊とトリニティ大聖堂の聖歌隊はいくつかのボーイズブリゲード起源のイギリス人ボーイスカウト隊と合併し、1911年3月24日に純粋なイギリス人スカウト隊として登録された。この合併は英国出身の指導者H.R. Hertslet. (1912年に勲功章)が仕組んだものであった。 トリニティ司教座聖歌隊ハウスは以降30年間上海第1ベーデン＝パウエル隊の本部として使用された。
1912年4月12日、英国領事館において、上海滞在中に二つのスカウト連盟を視察したベーデン＝パウエルに敬意を示して合同パレードが開かれた。 疑うらくもなく、35名のベーデン＝パウエル隊スカウト、70名の上海ボーイスカウトのスカウト、15名のベーデン＝パウエル隊ガールスカウト、11名の指導者の合計131人、すなわち共同租界の全スカウトが参加した。 ボーイズブリゲードのスカウトはいなかった。これは当時の英国におけるボーイズブリゲードとスカウティングの軋轢を踏まえたものだったとみられている。
この記念パレードの直後、英国で教育を受けるために9人の年長スカウトがベーデン＝パウエル隊を離脱した。 それによって上海第1ベーデン＝パウエル隊は1909年式の暗色の制服を着て「ドラゴン隊」として1930年7月にバーミンガムで開かれた「帝国スカウト展」に出席するをことができた（1911年にベーデン＝パウエル隊の制服はカーキ色に変更されている）。
1914年4月までに上海公立学校の年長隊員が第1ベーデン＝パウエル隊を去ったために、第1上海司教座学校隊として登録していた 司教座学校のスカウトは第1ベーデン＝パウエル隊に改組された。初代隊長はL.R.Wheen(1914年7月にロンドン本部の承認)。
8月、欧州における大戦は上海のスカウト集団の構成に思いもよらない影響を及ぼした。最初期のスカウト指導者の一人であるF.C. Millingtonは1914年の暮れから1915年1月30日まで第1ベーデン＝パウエル隊を引き受けたが、その間彼とRev. A. J. Walkerは2つの学校から上海ボーイスカウトの上海公立学校隊の年長スカウトを含む22名の少年を勧誘した。1914年の暮れから、5人の英国スカウトが伝令係として西部戦線に赴くこととなった。
隊の4周年記念日であった1915年3月24日、ロンドンの本部から公立学校隊の追加の班を第1ベーデン=パウエル隊の別部門として認めるとの電報が届いた。この追加の班はさまざまな国籍のスカウトを抱えていたが、上海市議会の「最新式」庁舎から追い出されることはなかった。彼らは「英国連盟」のはじめての国際的な加盟員であった。この年の暮れ、Millingtonを含む少なくとも10名のスカウトが兵役の為に上海を去った。
三連盟の合同ラリーが1915年6月26日に開催された。中国スカウト連盟から約200名、上海ボーイスカウトから約30名、ベーデン＝パウエル・スカウトからは約60名が参加した。第1ベーデン＝パウエル隊は教会学校班と新たに認可された公立学校班から構成された。1915年8月、Fitzroy Lloydが隊長、Samuel Horeが副長となった。LloydとHoreは元はボーイズブリゲードの指導者であり、 ロンドン本部の承認を受けるには数年を要した。C.A. Connor、W.R. Hatton、E. Judahもまた元々はボーイズブリゲードの人間であったが、腕利きの信号手であった。
1916年の後半、第1ベーデン=パウエル隊の公立学校班はベーデン=パウエル第2上海学校隊となった。この隊がこののち30年にわたって当地のスカウティングの草分けとなることとなる。
1919年、第3フランス学校隊と第４トーマスハンブリー学校隊が結成され、1919年から1948年まで新たな国際隊として「帝国本部」（1920年に改称される）に登録された。1942年までに16のスカウト隊が上海支部に登録されている。「英国連盟」の急速な成長は各国のスカウトに刺激を与え、各国ごとの連盟結成を促すこととなった。
上海においては、アメリカ人 、フランス人、亡命ロシア人やその他ヨーロッパ人のスカウト隊はすべて共同租界の「英国連盟」の下に集った。他の連盟の創設に先立って、外国人スカウトは英語で指導や試験を受け、英国式の制服や記章を着用することとなった。
中国人スカウティングは1912年に武漢市の華中大学で創始され、1913年には英米スカウト指導者の協力を得て上海でも活動を開始した。1915年の夏には6個隊を編成するに至ったが、そのうち4隊は教会隊、2隊は学校隊であった。中国人スカウティングは1926年には全国的な連盟を結成するようになる。そして1932年の第一次上海事変においては少なくとも4名のスカウトが衛生兵として従軍し殉職した。
「英国連盟」の最大加盟員数は1940年の621人であり、1932年から1941年にかけて恒常的におよそ10個隊が加盟していた。ボーイスカウト上海連盟が創設された1911年から1948年にかけて、16個隊が消滅した隊の復隊として再登録されている。
いくつかの学校隊や教会隊に加えて、ユダヤ人隊、2つのカトリック隊、2つの中央欧州難民隊、チェコスロバキア人の「オールド・スカウト」隊（ローバー）、2つの白系ロシア人隊、フランス人隊が存在した。一時は上海ドイツ人学校Kaiser Wilhelm Schuleにドイツ人ルーテル派隊があったが、1933年に活動をヒトラーユーゲントに転換したため加盟員資格は停止された。また、2つの上海電話会社職域ローバー隊、羊毛会社カブ隊や、いくつかの独立隊があった。
ヨーロッパ人難民の多くはオーストリア人であり、その他はホロコーストから逃げてきた者たちであった。彼らは上海に新天地を求めた最新のスカウトであった、日本軍の占領により居住地は制限された。彼らは戦後ほかの集団が解散していくなかでも活発であった。
1939年にオーストリア人のスカウターFredy Mittlerが上海で第13連合団を組織した 。この団はオーストリアとドイツからのユダヤ人エミグレによって構成されており、第二次世界大戦終戦時点で120人の隊員を擁した 。この団は第二次世界大戦後まで存在した 。この団は隊員のほとんどがヨーロッパ、アメリカやオーストラリアに移住してしまったために活動を終了した。活動終了までに、上海、オーストリア、オーストラリア、アメリカ、南アフリカに隊員が存在した。海外の隊員は「13団新聞」で新しい生活を報告した 。第13連合団にはカブ、スカウト、ローバースカウト、ローバー、オールド・スカウト、ブラウニー、ガールガイドが所属した 。1947年に班長のRobert Knopがキングスカウトを取得した 。班長のFritz Tausigはオーストラリア派遣団の一員として第6回世界スカウトジャンボリーに参加した。
最初期には、先立ってシベリアにおけるポグロムによる難民があり、そして1917年のロシア革命から逃れた白系ロシア人が続いた。
「英国連盟」の全盛期は1931年から1941年であった。1928年に移転新築された司教座学校は、最終的に高校になった。司教座学校隊は上海の全隊との競争でロータリー盾章を9年で4回受章。東部地区の上海公立学校は1921年と1922年の2回受章したが、その時は参加したのは2個隊のみであった。次の年からユダヤ人隊が7回、公立学校が2回、ロシア人隊が2回、フランス人隊が1回、司教座隊が1回受章し、最後のジャンボリーとなる1941年のジャンボリーではかつてない10パーセントの票差で西部公立学校隊が受章した。
英国スカウトは1932年まで共同租界で郵便業務を行っていた
香港王立植民地は英国東洋艦隊の母港であったが、英国海軍の深海シースカウト隊はしばしば上海を訪れた。英国海軍が地元のスカウトを伴って上海を訪れたのが最初に報告されたのは1911年であるが、これは深海シースカウト・ローバースカウトの結成前である。
B-P卿とロンドンの国際コミッショナー英国本部の権威の下で、スカウト上海支部は40年以上にわたって大いなる繁栄を誇った。これらの運営は英国連盟のギルウェル英国海外団に先立つものであった。上海に響き渡る「英国スカウト連盟」（内実としては加盟員の国籍は国際的なものであったが）は、第二次大戦まで続くこととなる。1943年より全英国民・連合国民は日本軍によって、戦争終了まで事実上拘禁されることとなる 。彼らの状況は良くて喜ばしくなく屈辱的なものであり、実際には多くは悲劇的であった。その一方で 1941年から1943年にかけては離散的にではあるがスカウティングが行われており、緊張が最高潮に達していた1944年から1945年にかけてもこっそりとスカウティングが続けられた。
第二次大戦と戦後の政治的・経済的な変化の後、 上海からの西洋人の大規模な出国が余儀なくされた。共産党は1949年に政権を確立し、「英国連盟」も最後の英国スカウトA. H. Gordon (1950年にシルバーウルフ章) の末期疾患により事実上終わりを迎えた。彼は1950年に中国を去る直前、円熟したカブ隊が小さな「シャンパーニャ」カトリック隊となるのを見届けた。
もはやイギリス人加盟員はおらず、彼は少年たちと連盟旗を認定ローバー副コミッショナーでチェコスロバキア人のEmil Stemberaに任せた。 1953年に解散せざるを得なくなった上海支部と隊は、最後に謹厳な「ちかい」の再認式を行った。

### 中国本土における英国スカウティング
1930年には上海だけでなく天津にも英国ボーイスカウト隊が存在した。

### 1922年から1947年にかけての中国本土におけるロシアスカウティング
1917年から1922年にかけて共産化から逃れてウラジオストクから満州および華中に移住した白系ロシア人の中にはスカウト組織の加盟員（いわゆる亡命ロシアスカウト）も含まれており、ハルビン、天津、上海といった都市でロシア式のスカウティングが続けられた。

### 中国本土におけるアメリカスカウティング
1920年代には北京などにアメリカ人によるスカウト隊が存在した。

## 近年の動向
1997年の香港返還以来、香港スカウト連盟(SAHK)は本土との交流プログラムを活発に行ってきた 。2004年、SAHK、深圳成年連盟、少年先鋒隊深圳労働委員会ははじめて交流キャンプを行い、香港から490名、深圳から360名が参加した。SAHKは2005年に、新疆、甘粛、青島、吉林、内蒙古の5地域で地域キャンプを開催した。 「国際連絡支部」が中国本土で活動する全SAHKの活動家間の調整を行っている。
ガールスカウト香港連盟もまた中国本土の女性団体とパートナーシップを結んでいる
最初の地域的スカウト組織は1997年に天津で発足したが、これは主として貧困層の子供のための組織であった。2004年1月には40の団体と4000人以上の男女の加盟員を擁していたが、正確な現状は窺うことはできない。
武漢で始まった国内的スカウティング組織結成の試みは2004年半ばに政府によって阻止された。事の発端となった団体のウェブサイトは今なおこの問題に関心を抱く人々のコミュニティとして現存する が、組織そのものの再出発はなされていない。
おなじく2004年半ばに、海南において海南スカウトクラブが活動を開始した。この団体は国際的なスカウティングから用語や記章、理念、制服、活動内容の多くを借用しており、創設以来頻繁に野外キャンプを行っている。 国際的なスカウト運動にはまだ加盟していない。
2006年12月に上海スカウトクラブが結成された 。上海スカウトクラブは2007年と2008年のJOTI(ジャンボリー・オン・ジ・エインターネット)に参加している  。彼らもまた国際的なスカウティングから用語や記章、理念、制服、活動内容の多くを借用している。オーストラリアのスカウティング雑誌 Telescout-Newsがこの団体をスカウトによるアマチュア無線団体として紹介している。上海スカウトクラブは新たに設立された中華人民共和国スカウト連盟(中华人民共和国童军总会)に「上海スカウト」として参加・登録している。この連盟に参加しているはほかのスカウト団として福建アルファローバー隊、広東ローバー、江蘇Aローバー隊などがある。中華人民共和国スカウト連盟はローバースカウトとベンチャースカウトのプログラムを実施している。こその加盟員は2009年のJOTI・JOTA(ジャンボリー・オン・ジ・インターネット)に参加し、連盟はそれらの行事についての記念品を発行している。 中華人民共和国スカウト連盟に近しい団体として、チームデルタ・ローバース(中国三角洲成人童军队)がある

## 中国本土における国際隊
加えて、南京などいくつかの都市で英国連盟のスカウト隊が存在する。2011年には南京においてビーバー隊が1個隊存在した 。上海には英国ガールガイド連盟の隊が2個隊存在する 。中国本土におけるアメリカ海外ガールスカウトの活動は、ニューヨークのアメリカ海外ガールスカウト本部によって、北京、広州、昆明、南京、上海、蛇口、天津、珠海で展開されている   。また、アメリカ連盟のカブ隊・ボーイスカウト隊が同様に北京 、上海 で展開しているのみならず、無錫と天津でカブ隊 、大理でボーイスカウト隊が活動している 。その上、世界中で隊支援を行っているアメリカ連盟ダイレクトサービス部によるバーサティ・スカウト隊が北京に 、ローン・スカウト組織が西安にそれぞれ存在する。中国本土におけるアメリカスカウティングは韓国、オーストラリア、フランス、ドイツ、ロシア、ブラジル、英国、スウェーデン、シンガポールなどの外国籍を持つ青少年に広く開かれている 。また、フランス連盟も北京で活動している

## スカウトモットー
中国語でのスカウトのモットーは、Be Prepared （そなえよつねに）の訳語である「准备(準備)」である。ウイグル語では「Tayyar Bol,」であり、同じくBe Preparedの訳語である。